# West Richland
West Richland è una città degli Stati Uniti d'America, situata nello Stato di Washington e in particolare nella Contea di Benton.